# Hans Stadelmann (coureur)
Hans Stadelmann (Neukirch, 24 oktober 1941 - Salzburg, 1 mei 1977) was een Zwitsers motorcoureur. 
Zijn beste seizoen was dat van 1975, toen hij 15e werd in de eindstand van de 350 cc klasse van het wereldkampioenschap wegrace.
Hans Stadelmann was meervoudig Zwitsers kampioen in de 125- en de 250 cc klasse en 1975 was zijn eerste seizoen in het wereldkampioenschap. Hans Stadelmann verongelukte in de 7e ronde van de 350 cc race tijdens de Grand Prix van Oostenrijk van 1977.